# Подсобное хозяйство СПТУ № 10
Подсо́бное хозя́йство СПТУ № 10 — посёлок в Тамбовском районе Тамбовской области России. Входит в состав Беломестнокриушинского сельсовета.

## География
Посёлок находится в центральной части Тамбовской области, в лесостепной зоне, к югу от автодороги Р22, на расстоянии примерно 46 км (по прямой) к западу от города Тамбов, административного центра области и района.

### Климат
Климат умеренно континентальный, относительно сухой, с холодной продолжительной зимой и тёплым летом. Средняя температура воздуха самого холодного месяца (января) — −11,3 °C; самого тёплого месяца (июля) — 20,4 °C. Безморозный период длится 142—147 дней. Среднегодовое количество атмосферных осадков составляет 510 мм, из которых 292 мм выпадает в период с апреля по октябрь. Продолжительность залегания снежного покрова составляет в среднем 134 дня.

### Часовой пояс
Посёлок Подсобное хозяйство СПТУ № 10, как и вся Тамбовская область, находится в часовой зоне МСК (московское время). Смещение применяемого времени относительно UTC составляет +3:00.

## Население
| 2002 | 2010 |
| ---- | ---- |
| 63   | ↘32  |

### Национальный состав
Согласно результатам переписи 2002 года, в национальной структуре населения русские составляли 100 % из 63 чел.